# George Loane Tucker
George Loane Tucker (Chicago, 12 giugno 1872 – Los Angeles, 20 giugno 1921) è stato un regista, attore e sceneggiatore statunitense.

## Biografia
Nato a Chicago nel 1872, George Loane Tucker iniziò a lavorare nel cinema come attore nel 1909 per la Independent Moving Pictures. Presto cominciò anche a scrivere soggetti e a dirigere film. Da regista, lavorò spesso in coppia con altri cineasti della compagnia. Nella sua carriera, diresse 64 film, ne interpretò 18 e ne scrisse 17. Lavorò anche come montatore.
Nel 1919, diresse Lon Chaney in L'uomo del miracolo, un film di cui fu anche produttore e che fu, probabilmente, il suo più grande successo.
Tucker si era sposato nel 1916 con l'attrice inglese Elisabeth Risdon.
Morì a Los Angeles all'età di 49 anni il 20 giugno 1921 dopo una lunga malattia.

## Filmografia
La filmografia - basata su IMDb - è completa.

### Regista
- Their First Misunderstanding, co-regia Thomas H. Ince – cortometraggio (1911)
- The Dream, co-regia Thomas H. Ince[2] – cortometraggio (1911)
- The Scarlet Letter, co-regia Joseph W. Smiley – cortometraggio (1911)
- Behind the Stockade, co-regia Thomas H. Ince – cortometraggio (1911)
- The Rose's Story, co-regia Joseph W. Smiley – cortometraggio (1911)
- Dangerous Lines  (1911)
- The Aggressor co-regia Thomas H. Ince (1911)
- The Courting of Mary
- Over the Hills, co-regia di Joseph W. Smiley (1911)
- Little Red Riding Hood, co-regia di James Kirkwood (1911)
- The Portrait, co-regia di Thomas H. Ince (1911)
- Next (1912)
- Prince Charming, co-regia di James Kirkwood (1912)
- Officer One Seven Four
- The Old Folks' Christmas
- The Bearer of Burdens – cortometraggio (1913)
- The Whole Truth (1913)
- Just a Fire Fighter
- The Count Retires
- The Jealousy of Jane
- A Possibility
- The Yogi
- The Christian (1913)
- In Peril of the Sea
- Their Parents
- Hidden Fires – cortometraggio (1913)
- Big Sister (1913)
- Jane of Moth-Eaten Farm
- His Hour of Triumph
- The Temptation of Jane
- Traffic in Souls  (1913)
- Jane's Brother, the Paranoiac (1913)
- The Third String
- She Stoops to Conquer (1914)
- The Black Spot
- The Cage (1914)
- The Dawn of Romance (1914)
- A Bachelor's Love Story (1914)
- The Difficult Way (1914)
- England Expects
- On His Majesty's Service (1914)
- Called Back (1914)
- The Fringe of War (1914)
- The Revenge of Mr. Thomas Atkins (1914)
- 1914
- The Middleman (1915)
- The Prisoner of Zenda (1915)
- Rupert of Hentzau (1915)
- The Sons of Satan (1915)
- The Shulamite
- A Man of His Word
- The Christian (1915)
- His Lordship (1915)
- Her Uncle
- The Game of Liberty
- Mixed Relations
- An Odd Freak
- The Hypocrites (1916)
- Arsene Lupin
- The Man Without a Soul
- A Mother's Influence
- Homeless
- The Cinderella Man (1917)
- The Manxman (1917)
- The Mother of Dartmoor
- Dodging a Million
- Joan of Plattsburg
- Virtuous Wives
- L'uomo del miracolo (The Miracle Man)  (1919)
- Ladies Must Live (1921)

### Attore
- The Awakening of Bess, regia di Harry Solter  (1909)
- Second Sight, regia di Thomas H. Ince, Joseph W. Smiley (1911)
- The Fair Dentist, regia di Thomas H. Ince (1911)
- The Piece of String, regia di Joseph W. Smiley (1911)
- In the Sultan's Garden, regia di Thomas H. Ince e William H. Clifford (1911)
- For the Queen's Honor, regia di Thomas H. Ince (1911)
- A Gasoline Engagement, regia di Thomas H. Ince (1911)
- Dorothy's Family (1911)
- Uncle's Visit
- Next
- An Old Lady of Twenty
- Does Your Wife Love You?
- The Closed Bible, regia di David Miles (1912)
- The Chance Shot
- The Winning Punch, regia di Harry Solter (1912)
- The Whole Truth, regia di George Loane Tucker (1913)
- The Count Retires
- The Temptation of Jane
- Traffic in Souls, regia di George Loane Tucker (1913)

### Sceneggiatore
- Their First Misunderstanding, regia di Thomas H. Ince e George Loane Tucker (1911)
- Behind the Stockade, regia di Thomas H. Ince e George Loane Tucker (1911)
- The Portrait, regia di Thomas H. Ince e George Loane Tucker (1911)
- Prince Charming, regia di James Kirkwood e George Loane Tucker (1912)
- The Old Folks' Christmas
- Traffic in Souls, regia di George Loane Tucker (1913)
- England Expects
- A Man of His Word
- Mixed Relations
- An Odd Freak
- The Man Without a Soul
- The Cinderella Man, regia di George Loane Tucker  (1917)
- Dodging a Million
- The Beloved Traitor, regia di William Worthington (1918)
- Joan of Plattsburg
- Virtuous Wives
- L'uomo del miracolo (The Miracle Man), regia di George Loane Tucker  (1919)
- Ladies Must Live, regia di George Loane Tucker (1921)

### Montatore
- The Beloved Traitor, regia di William Worthington (1918)

### Produttore
- L'uomo del miracolo (The Miracle Man), regia di George Loane Tucker (1919)

### Film o documentari dove appare George Loane Tucker
- Screen Snapshots, Series 1, No. 14, documentario (1920)